# Madonna che silenzio c'è stasera
Madonna che silenzio c'è stasera è un film del 1982 interpretato da Francesco Nuti e diretto da Maurizio Ponzi. 
Dopo Ad ovest di Paperino dell'anno precedente, questo è il primo film in cui Francesco Nuti recita senza i colleghi del trio I Giancattivi (Alessandro Benvenuti e Athina Cenci).
In un'intervista Francesco Nuti disse che il silenzio-esclamazione che diede il titolo al film lo sentì una sera a San Giovanni Valdarno in casa di un amico.
La schedina con tutti segni 3 che il barista dà a Francesco Nuti, oltre a essere palesemente impossibile, è anche posticcia. Infatti l'ultima inquadratura permette di notare che è il risultato dell'incollaggio di due schedine diverse.

## Trama
Francesco, single, disoccupato e oppresso da una madre possessiva, vive nel grigiore quotidiano, traumatizzato fin dal momento della sveglia che non vuol smettere di suonare, dall'incontro con sua madre che, nonostante abiti sullo stesso pianerottolo, lo prega di "tornare a casa", da una serie di personaggi stravaganti e surreali peregrinando per le vie di Prato in cerca di lavoro. L'ambientazione nella provincia toscana, allora polo dell'industria tessile, è caratterizzata dalla presenza del telaio, il mostro dell'industria manifatturiera che ha reso ricca la città, al contempo responsabile delle tante amputazioni delle dita degli operai. Francesco prosegue la sua avventura nell'arco di un giorno ritrovandosi la sera ancora senza lavoro, brillando in una bizzarra kermesse canora di dilettanti. Unica nota positiva la speranza di riconciliarsi con Maria, che lo aveva da poco abbandonato, e che sul finire lo raggiunge per telefono.

## Curiosità
- L'attore interprete di Stefano, cugino di Francesco, è un allora giovanissimo Giovanni Veronesi.
- La scena della serata canora vede tra i figuranti il clochard Vincenzo Mazzone, noto come "Celentano", figura popolare tra i pratesi.
- Nella stessa scena l'attore Ricky Tognazzi nel ruolo di un sacerdote, accreditato come aiuto regista, con il nome di Riccardo Tognazzi.
- Sempre nella stessa scena nel ruolo del vigile-cantautore Guglielmo Spada, recita il fratello di Francesco Nuti, Giovanni.
- Nell'epilogo compare una schedina del Totocalcio, facente riferimento alla chiusura del campionato di Serie A 1981-82.